# Włodzimierz Smolarek
Włodzimierz Wojciech Smolarek (16. července 1957, Aleksandrów Łódzki, Polsko – 7. března 2012, Aleksandrów Łódzki, Polsko) byl polský fotbalista a reprezentant. Hrál na postu útočníka. V letech 1984 a 1986 získal v Polsku ocenění „Fotbalista roku“. Je členem Klubu Wybitnego Reprezentanta, který sdružuje polské fotbalisty s 60 a více starty za národní tým. Jeho syn Euzebiusz je fotbalistou a také nastupoval v polské reprezentaci. Zemřel 7. března 2012 ve věku 54 let ve spánku v důsledku srdeční zástavy.

## Klubová kariéra
V Polsku hrál za kluby Widzew Łódź, Legia Warszawa, v Západním Německu za Eintracht Frankfurt a v Nizozemsku za Feyenoord Rotterdam a FC Utrecht.

## Reprezentační kariéra
Zúčastnil se Mistrovství světa 1982 ve Španělsku (Polsko získalo bronzové medaile) a Mistrovství světa 1986 v Mexiku (vyřazení Polska v osmifinále Brazílií po prohře 0:4).
Za polský národní tým odehrál v letech 1980–1992 celkem 60 utkání, v nichž vstřelil 13 branek.

## Trenérská kariéra
Po ukončení aktivní hráčské kariéry trénoval ve Feyenoordu v letech 2000–2009 mládežnické týmy. V říjnu 2009 jej angažoval Polský fotbalový svaz. Smolarek se stal šéfem skautů a koordinátorem mládežnických týmů.